# オゾン層の保護のためのウィーン条約
オゾン層の保護のためのウィーン条約（オゾンそうのほごのためのウィーンじょうやく、Vienna Convention for the Protection of the Ozone Layer）は、オゾン層保護のための国際的な対策の枠組みを定めた条約。略称はウィーン条約。

## 採択
1985年採択。1988年発効。日本は1988年に加入。この条約に基づき、オゾン層を破壊するおそれのある物質を指定の規制を目的としたモントリオール議定書が、1987年に採択されている。

## 内容
この条約は、
- 人がオゾン層を変化させることにより生ずる悪影響から人の健康及び環境を保護するために適当な措置をとること（第2条）
- 研究及び組織的観測を行うこと（第3条）
- 法律、科学及び技術等に関する国際的な協力を行うこと（第4条）

などを規定している。

## 締約国
2021年9月現在198か国が締結している